# Тьерра-дель-Пан
Тьерра-дель-Пан (исп. Tierra del Pan, «хлебная земля»)  — район (комарка) в Испании, входит в провинцию Самора в составе автономного сообщества Кастилия и Леон.

## Муниципалитеты
1. Альгодре
2. Альмарас-де-Дуэро
3. Альмендра-дель-Пан
4. Андавиас
5. Аркильинос
6. Аспарьегос
7. Бенехилес
8. Бустильо-дель-Оро
9. Карбахалес-де-Альба
10. Карбахоса-де-Альба
11. Кастронуэво
12. Сересинос-дель-Каррисаль
13. Сересаль-де-Алисте
14. Коресес
15. Кубильос
16. Эль-Кампильо (Самора)
17. Фресно-де-ла-Рибера
18. Фуэнтесекас
19. Гальегос-дель-Пан
20. Ла-Иньеста
21. Мальва (Самора)
22. Матилья-ла-Сека
23. Моласильос
24. Монфаррасинос
25. Монтамарта
26. Монтеларрейна
27. Моралес-де-Торо
28. Мореруэла-де-лос-Инфансонес
29. Муэлас-дель-Пан
30. Паласиос-дель-Пан
31. Пинилья-де-Торо
32. Пино-дель-Оро
33. Побладура-де-Вальдерадуэй
34. Посоантигуо
35. Рикобайо-де-Альба
36. Роалес
37. Сальто-де-Вильялькампо
38. Сальто-дель-Эсла
39. Сан-Пелайо (Самора)
40. Тагарабуэна
41. Торо (Самора)
42. Торрес-дель-Каррисаль
43. Валькабадо
44. Вальделалоба
45. Вальдепердисес
46. Весдемарбан
47. Видемала
48. Вильяфлор-де-Альба
49. Вильялькампо
50. Вильялонсо
51. Вильялубе
52. Вильянуэва-де-лос-Корчос
53. Вильярдондьего
54. Вильясеко-дель-Пан
55. Вильявендимио
56. Самора